# František Vnuk
František Vnuk (* 8. dubna 1926, Červený Hrádok) je slovenský historik, publicista, technik a vysokoškolský profesor.
František Vnuk studoval na Vysoké škole báňské v Ostravě. V roce 1949 emigroval do Rakouska a od roku 1950 žil v Austrálii. Tam v Adelaide vystudoval metalurgii a se stal asistentem, docentem a nakonec vysokoškolským profesorem. V letech 1955 až 1960 studoval v Adelaide také historii. V Austrálii se angažoval při organizování krajanského života, od roku 1970 spolupracoval s Světovým kongresem Slováků a od roku 1974 byl členem jeho poradního výboru.
Po pádu komunistického režimu v Československu se vrátil na Slovensko, kde vyučoval na Římskokatolické cyrilometodějské bohoslovecké fakultě Univerzity Komenského v Bratislavě a zapojil se do práce Matice slovenské.
Ve svých dílech se věnuje převážně slovenským a církevním dějinám. Staví se přívětivě k válečnému Slovenskému státu a často kritizuje Československo. Papež Jan Pavel II. jej vyznamenal povýšením na rytíře řádu Řehoře I. Velikého.

## Dílo (výběr)
- Neuveriteľné sprisahanie, vojenské a politické akcie proti Slovenskej republike v roku 1944 (1964)
- Sedemnásť neúrodných rokov, náčrt dejín slovenskej literatúry v roku 1945–1962 (1965)
- Dr. Josef Tiso, President of the Slovak Republic (1967)
- Slovensko na Západe v roku 1939–40 (1975)
- Dedičstvo otcov (Vydavatelství Alfa Omega Bratislava 1991)
- Mať svoj štát znamená život. Politická biografia Alexandra Macha
- Referenti a suplikanti (Lakewood 1987)
- Dokumenty o postavení katolíckej cirkvi na Slovensku v rokoch 1945–1948
- Andrej Hlinka : tribún slovenského národa
- Vládni zmocnenci na biskupských úradoch v rokoch 1949–1951
- Popustené putá: Katolícka cirkev na Slovensku v období liberalizácie a nástupu normalizácie: 1967–1971
- Príručný slovník kresťanstva